# Kilomo Vitta
Kilomo Vitta, né le 15 mai 1988 à Bruxelles, est un joueur de tennis de table belge.

## Biographie
Il fait partie de la délégation de Mayotte pour les jeux des îles de l'océan Indien 2023. Sa famille réside actuellement à Mayotte.
En 2019, il est médaille de bronze en double. Il remporte également la médaille d’or  contre La Réunion.